# Кальюранд, Антс
Антс Кальюранд (эст. Ants Kaljurand); (20 октября 1917, Ревель — 13 марта 1951, Таллин) — эстонский коллаборационист и участник движения «лесных братьев».

## Биография
Проживал в уезде Пярнумаа, в 1935 году получил начальное образование, после чего работал батраком на фермах (с перерывом на службу в эстонской армии в 1938 году). Состоял в военной организации «Кайтселийт», после присоединения Эстонии к СССР стал одним из ярых противников советской власти. В 1941 году добровольно пошел на службу нацистам, вступил в военизированную организацию «Омакайтсе», члены которой участвовали в массовых убийствах и карательных акциях, уничтожали евреев, советских партизан и сочувствовавших им людей. С 1942 по 1944 годы служил в немецкой армии, участвовал в боях против советских войск под Псковом и Нарвой. Был награждён немецкими медалями.
Осенью 1944 года в боях на Сааремаа попал в советский плен и был брошен в тюрьму, но сбежал оттуда в декабре и ушёл в подполье. Вплоть до 1949 года он действовал в Эстонии в составе отряда «лесных братьев», пока 24 июня 1949 не был арестован. От его рук погибли несколько советских активистов, а также члены их семей, включая маленьких детей. 13 марта 1951 по приговору советского суда расстрелян ещё с двумя сообщниками: Арведом Пиллем (эст. Arved Pill) и Юханом Метсяяром (эст. Juhan Metsäär).

## Память
10 июля 2011 года в уезде Пярнумаа, в волости Коонга была открыта церковь Святого Михаила; рядом с ней был установлен памятник Антсу Кальюранду по инициативе уездной ячейки «Кайтселийта».